# Municipio de New Trier
El municipio de New Trier (en inglés: New Trier Township) es un municipio ubicado en el condado de Cook en el estado estadounidense de Illinois. En el año 2010 tenía una población de 55424 habitantes y una densidad poblacional de 1.317,94 personas por km².

## Geografía
El municipio de New Trier se encuentra ubicado en las coordenadas 42°6′5″N 87°44′42″O / 42.10139, -87.74500. Según la Oficina del Censo de los Estados Unidos, el municipio tiene una superficie total de 42.05 km², de la cual 41.17 km² corresponden a tierra firme y (2.1%) 0.88 km² es agua.

## Demografía
Según el censo de 2010, había 55424 personas residiendo en el municipio de New Trier. La densidad de población era de 1.317,94 hab./km². De los 55424 habitantes, el municipio de New Trier estaba compuesto por el 89.21% blancos, el 0.77% eran afroamericanos, el 0.08% eran amerindios, el 7.63% eran asiáticos, el 0.02% eran isleños del Pacífico, el 0.6% eran de otras razas y el 1.69% pertenecían a dos o más razas. Del total de la población el 2.92% eran hispanos o latinos de cualquier raza.